# Ruta de la Pedra en Sec
La Ruta de la Pedra en Sec o GR-221 és un sender de gran recorregut que travessa de punta a punta la serra de Tramuntana Mallorca, declarada Patrimoni de la Humanitat per la Unesco,.
L'itinerari principal passa pels nuclis urbans del Port d'Andratx, Sant Elm, Estellencs, Banyalbufar, Esporles, Valldemossa, Deià, Sóller, Biniaraix, Lluc, Pollença i Port de Pollença, i que a través de diverses variants enllaça amb els de Calvià, S'Arracó, Puigpunyent, Establiments, Sa Vileta, Alaró, Bunyola, Fornalutx,  i Orient.
Està previst que quan estigui acabat arribi al cap de Formentor, i enllaci amb sa Calobra, Sant Maria, Lloseta, i Mancor de la Vall

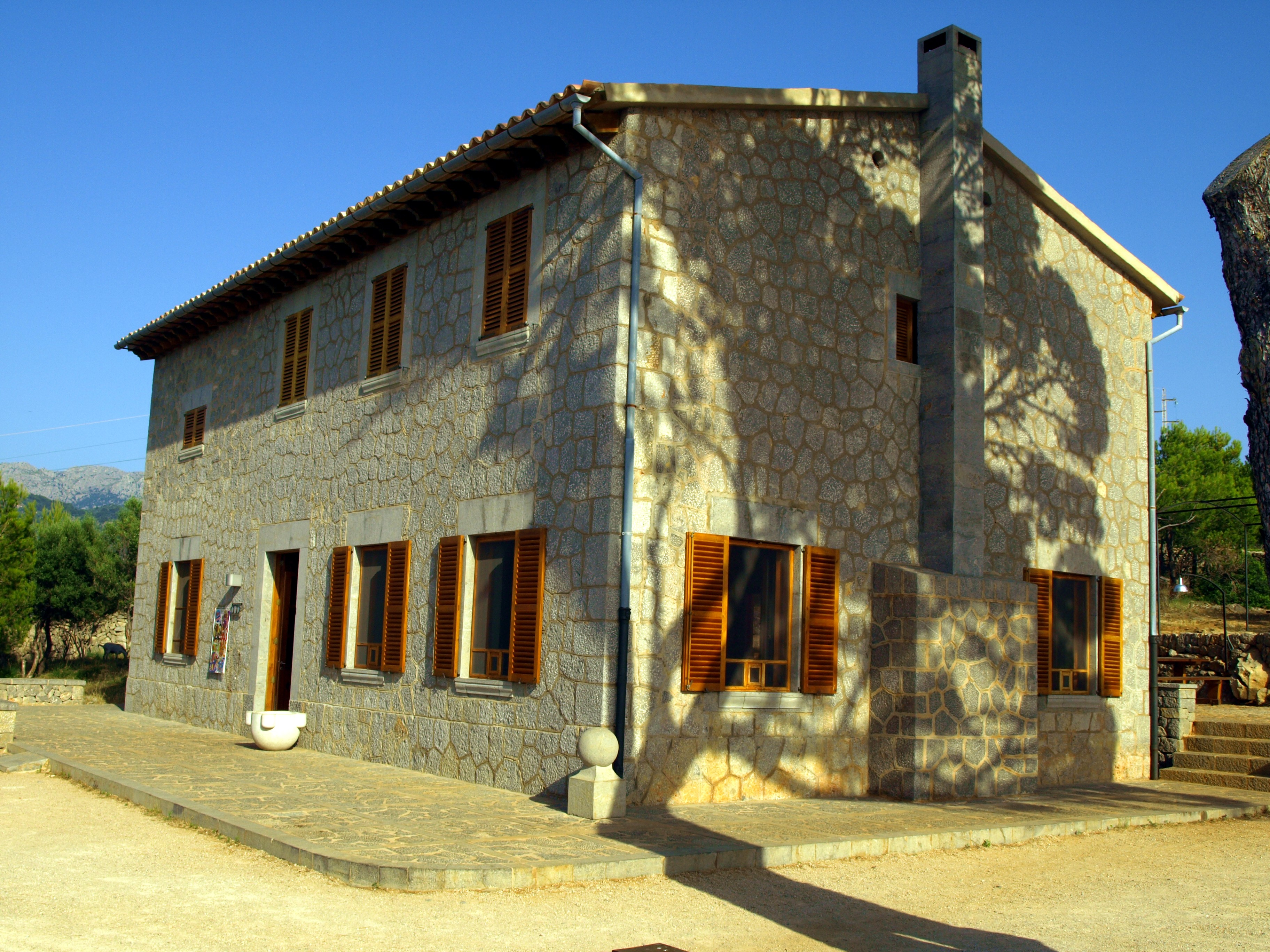
Refugi de Muleta, final de la quarta etapa

Transcorre per camins públics de titularitat municipal, del Consell de Mallorca, o que discorren per finques públiques.
El GR-221 va ser el primer sender de gran recorregut projectat a les Illes Balears, per impuls del Consell Insular de Mallorca, que el presentà l'any 1996 i aprovà el projecte el 1999. L'any 2002 obtingué la homologació provisional.
El 2023 es va homologar definitivament el tram entre Deià i el Port de Pollença i la variant del Pas Llis, i el 2004 el tram entre la Trapa i Deia.
El Pla Territorial de Mallorca (2004) preveia l'elaboració d'un pla especial, que es va aprovar definitivament el 17 de juny de 2015, i que definia el traçat, els usos permesos i la normativa.

El novembre de 2022 es va aprovar una modificació que incrementà el recorregut fins als 350 quilòmetres, amb la inclusió de variants que connecten l'itinerari principal amb nuclis de població com Lloseta, Establiments i sa Vileta, aquests dos darrers en el terme municipal de Palma.
És anomenada Ruta de la Pedra en Sec a causa de la gran quantitat de construccions fetes amb la tècnica de pedra en sec que es poden trobar en el seu recorregut: marges, fonts de mina, parets, barraques, cases de neu, i sobretot els camins empedrats.
Aquests elements i la seva restauració són la senya d'identitat de la Ruta i la diferencien d'altres itineraris similars. Destaquen en aquest sentit la rehabilitació dels camins des Barranc de Biniaraix, de Castelló, de Binidorm, de Solleric, des Correu i de les Voltes d'en Galileu, a més de les cases de neu de Son Macip i d'en Galileu, i de les marjades de l'ermita de Són Amer.

## Recorregut

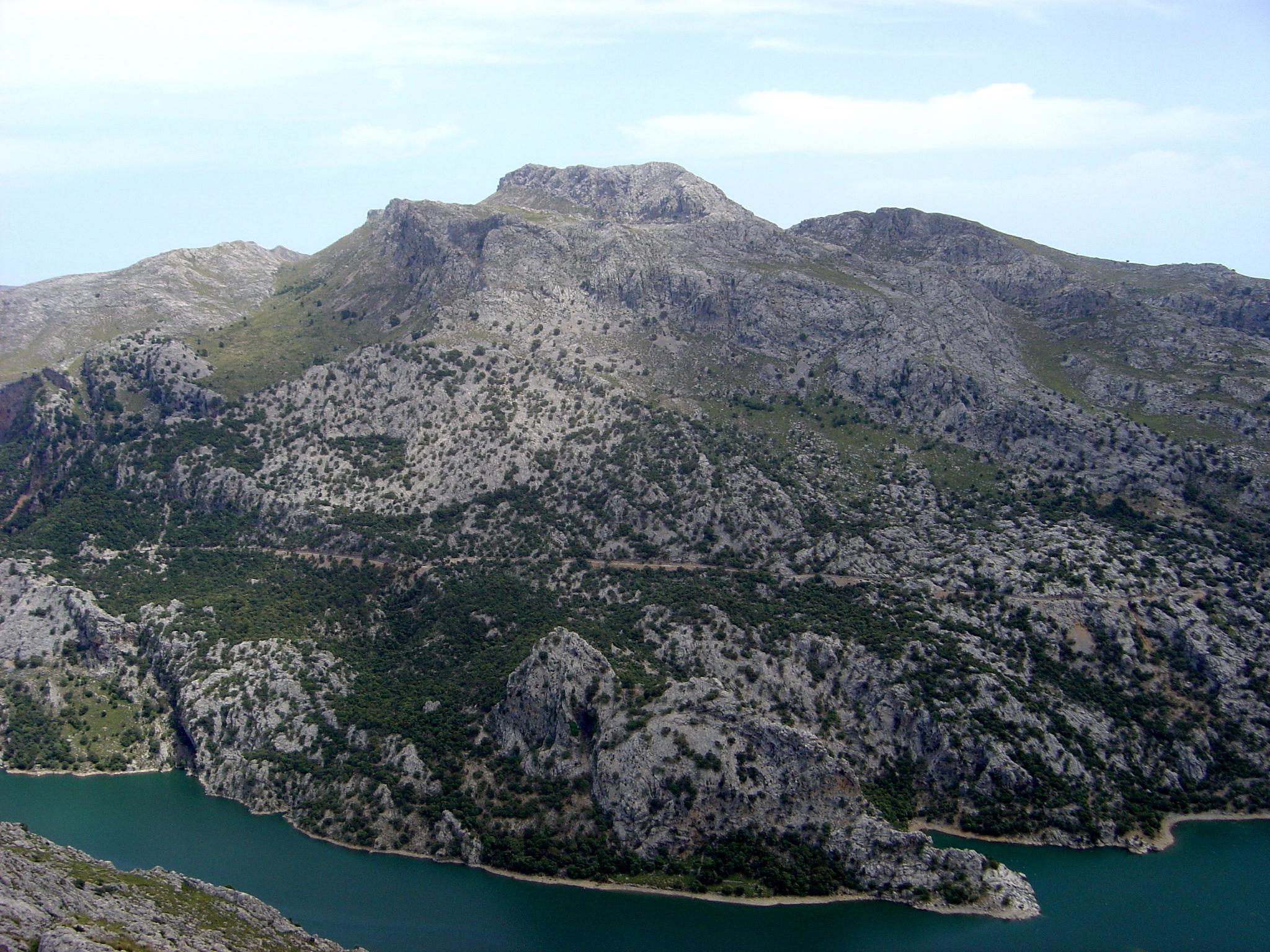
El massís del Massanella

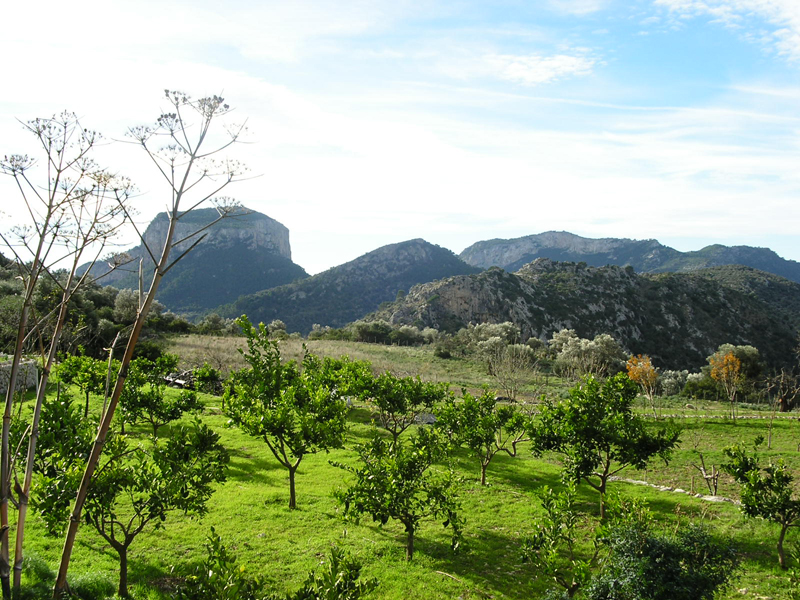
Vista del refugi dels Tossals Verds estant

Quan estigui acabat el recorregut tendrà 350 km de llargària, dels quals n'hi ha 244,2 oberts i senyalitzats.
L'itinerari principal permet enllaçar la Trapa amb el Port de Pollença.
Pel que fa a les variants, estan senyalitzades:
La 1, entre el collet de sa Barrera S'Arracó i ses Basses.
La 2. Entre Es Capdellà i la font Nova, i la coma d'en Vidal, i entre el poble de Calvià i Estellencs.
La 3. de Son Sanutges.
La 4. Entre Esporles i Establiments, i Sa Garriga i la font de Mestre Pere.
La 5. Entre es Tossals Verds i Orient, el Coll d'Honor i Bunyola, i Raixa i Can Penasso.
La 6. Entre Binibassí i Cala Tuent.
la 7. Pas Llis, entre la font des Noguer i els Tossals Verds; 
i la derivació de Puig de Maria.
D'acord amb el pla especial vigent, l'itinerari principal de la Ruta de Pedra en Sec consta de les següents etapes:
- Etapa 1: Port d'Andratx - Coma d'en Vidal.

Passa pel pas Vermell, Sant Elm, la Trapa, el coll de sa Gremola i ses Alquerioles.
Té com a principal atractiu l'antic monestir de la Trapa i les vistes sobre cala en Basset, sa Dragonera i la mola de s'Esclop.
Etapa 2: Coma d'en Vidal - Esporles
S'inicia en el refugi de la Coma d'en Vidal i a través de la carretera Vella d'Estellencs a Andratx arriba al poble d'Estellencs. Passa després per Son Serralta, es Rafal, Banyalbufar, i pel camí des Correu arriba a Esporles.
Els indrets de major interès, són els pobles d'Estellencs i Banyalbufar, i les marjades d'aquest darrer municipi.
- Etapa 3: Esporles - Can Boi. Passa per sa Comuna, Valldemossa, i a través del camí de s'Arxiduc i els cingles de Són Rutlan arriba al refugi de Can Boi, situat a Deià.
- Etapa 4: Refugi de Can Boi - Refugi de Muleta.

És la més curta de totes. Enllaça el poble de Deià amb el refugi de Muleta, situat molt prop del Port de Sóller. Transcorre pels camins de sa Cala, de sa Pesta, de Castelló i de Muleta. A més del poble de Deià, destaca la Capella de Castelló, el llogaret de Son Coll, la Font de ses Mentides, i les cases de les possessions de Son Mico, Can Prohom i Muleta.
- Etapa 5: Refugi de Muleta - Refugi dels Tossals Verds.
- És una de les etapes dures de la Ruta a causa de la seva llargària i desnivell. Passa per Sóller, Biniaraix i pel barranc de Biniaraix, una de les joies de la pedra en sec. En aquest indret el camí, declarat bé d'interès cultural, transcorre per costers de marjades i per una gorja de gran espectacularitat. Posteriorment la Ruta passa pel coll de Lofra i l'embassament de Cúber, i acaba al refugi dels Tossals Verds, el més antic i emblemàtic de l'itinerari.[cal citació]
- Etapa 6: Refugi dels Tossals Verds - Refugi de Son Amer.

No és tan dura com l'anterior però presenta un gran desnivell, ja que passa pel coll de ses Cases de sa Neu, el punt més alt de tot l'itinerari. Passa també per cinc cases de neu, on s'emmagatzemava aquest element en forma de gel, per a usos medicinals o culinaris. El descens per les voltes d'en Galileu, restaurades fa uns anys és un dels seus atractius principals.
- Etapa 7: Refugi de Son Amer - Refugi del Pont Romà.

De traçat molt suau, discorre pels frondosos alzinars se Són Amer, Menut i Binifaldo i ja en el terme de Pollença a la vora del torrent de la vall d'en Marc. Passa pel costat de l'ermita de Són Amer i la font de s'Ermita després de les quals es pot accedir al Mirador des Foment, des d'on es pot gaudir d'una hermosa vista sobre la vall de Lluc. Al costat de les cases i les tanques de Binifaldo es troba l'alzina de Mestre Pere, i més enllà la font de ses Cases, de la possessió de Muntanya.
- Etapa 8: Refugi del Pont Romà - Cap de Formentor.

Quan estigui finalitzada serà una de les més espectaculars, ja que la major part discorre per la península de Formentor.
Actualment únicament està senyalitzat el tram entre el refugi del Pont Romà i el Port de Pollença, i es treballa en la recuperació del camí Vell del Far de Formentor.
Les variant i els enllaços són els següents:
- Variant 1: S'Arracó. Senyalitzada excepte un petit també abans de S'Arracó. Des del collet de sa Barrera enllaça amb ses Basses
- Variant 2: Galatzó. Senyalitzat el tram entre el Coll de sa Coma d'en Vidal, la font Nova i Galatzó
- Variant 3: Son Sanutges
- Variant 4: Universitat
- Variant 5: Castell d'Alaró
- Variant 6: sa Costera
- Variant 7: Pas Llis
- Enllaç: Es Capdellà
- Enllaç: Mancor de la Vall
- Derivació: Puig de Maria
- Derivació: Torre des Verger
- Enllaç: Santa Maria

## Refugis
El projecte preveu una xarxa de refugis, que se situaran al final de cada etapa. D'aquest funcionen ho estan en projecte els següents: 
- Coma d'en Vidal. Cases rústiques de la finca del mateix nom, adquirida el 2002 en càrrec a l'Ecotaxa, i cedida pel Govern Balear al Consell de Mallorca (2011) per a la seva incorporació al projecte. Inaugurat el 2016.
- Can Boi. Antiga casa urbana de Deià que compta amb una tafona. Cedida el 2001 per l'ajuntament al Consell de Mallorca, que la va rehabilitar i que inaugurà el refugi el 2005.
- Muleta. Ocupa un edifici que fou una estació telegràfica edificada el 1912. És de l'Ajuntament de Sóller que el 1999 va cedir l'ús al Consell de Mallorca. Es va inaugurar el 2003.
- Tossals Verds. Se situa a les cases de l'antiga possessió del mateix nom, propietat del Consell de Mallorca. S'inaugurà el 1995, abans que existís la ruta.
- Son Amer. Cases de l'antiga possessió que fou adquirida pel Consell de Mallorca el 1999. Fou inaugurat el 2007.
- Pont Romà. Se situa a l'antic escorxador de Pollença. És de l'Ajuntament de Pollença, que cedí l'ús al Consell de Mallorca el 2005. S'inaugurà el 2007.
- Hostatgeria del Castell d'Alaró. Gestionat per la fundació Castell d'Alaró.
- Galatzó. Ocupa les antigues porqueres de la possessió, cedides per l'Ajuntament de Calvià al Consell de Mallorca per a la seva incorporació a la Ruta, el 23 d'octubre de 2018. Inaugurat el 14 de novembre de 2022.

Està en preparació el projecte de refugi Paloma Blanca - ses Figuerasses, situat a Banyalbufar, a un edifici cedit al Consell de Mallorca per Claude Lucie Coyne, viuda del capità anglès Ian Adamson, amb la intenció que el gaudeixin els menors amb risc d'exclusió, una funció que compartirà amb el seu ús com a refugi.